# Table des caractères Unicode/U1C90
Cette page contient des caractères spéciaux ou non latins. S’ils s’affichent mal (▯, ?, etc.), consultez la page d’aide Unicode.
Table des caractères Unicode U+1C90 à U+1CBF.

## Géorgien étendu – mtavrouli
Caractères utilisés comme lettres capitales (mtavrouli) pour l'alphabet géorgien étendu, utilisées pour certaines transcriptions bicamérales de la langue géorgienne moderne (et certaines variétés du géorgien ayant des distinctions orthographiques) et d'autres langues caucasiennes comme le mingrélien, le svane, le laze, l'ossète, et l'abkhaze.
Les lettres codées de U+1CB1 à U+1CB6 sont cependant aujourd'hui archaïques. Les lettres U+1CB7 et U+1CB6 sont ajoutées pour transcrire le mingrélien et le svan. Deux autres lettres U+1CB9 et U+1CBA sont utilisées dans certaines variantes du géorgien. Les lettres U+1CBD à U+1CBF sont ajoutées pour transcrire les langues ossète et abkhaze.

### Table des caractères
| en fr  | 0 | 1 | 2 | 3 | 4 | 5 | 6 | 7 | 8 | 9 | A | B | C | D | E | F |
| ------ | - | - | - | - | - | - | - | - | - | - | - | - | - | - | - | - |
| U+1C90 | Ა | Ბ | Გ | Დ | Ე | Ვ | Ზ | Თ | Ი | Კ | Ლ | Მ | Ნ | Ო | Პ | Ჟ |
| U+1CA0 | Რ | Ს | Ტ | Უ | Ფ | Ქ | Ღ | Ყ | Შ | Ჩ | Ც | Ძ | Წ | Ჭ | Ხ | Ჯ |
| U+1CB0 | Ჰ | Ჱ | Ჲ | Ჳ | Ჴ | Ჵ | Ჶ | Ჷ | Ჸ | Ჹ | Ჺ |   |   | Ჽ | Ჾ | Ჿ |